# Museo Carmen Thyssen Málaga
El Museo Carmen Thyssen Málaga es uno de los principales museos de la ciudad española de Málaga. Fue inaugurado en 2011 y reúne una de las colecciones más importantes de pintura española y andaluza desde los inicios del siglo XIX hasta los comienzos de la modernidad en el XX, que recorre algunos de los géneros principales del arte español en este período, como el paisaje y el costumbrismo. Sus más de 250 obras proceden de la colección Carmen Thyssen-Bornemisza e incluyen también una selección de piezas de maestros antiguos, entre las que destaca una Santa Marina de Zurbarán. Tiene su sede en el Palacio de Villalón, un edificio del siglo XVI rehabilitado y ampliado para acoger el Museo.

## Museo y sede palacio de Villalón
El museo se aloja en el palacio de Villalón, aprovechando varios inmuebles contiguos como espacios expositivos, salas y despachos, y fue inaugurado el 24 de marzo del 2011. Las instalaciones comprenden, además de las salas de exposición dedicadas a la Colección Carmen Thyssen, la sede de su fundación, una biblioteca, salas para muestras de carácter temporal, aula didáctica, salón de actos, la tienda del museo, la sección de restauración y una sala de exposición arqueológica, esta última a la espera de ser abierta al público.
El edificio de estilo renacentista, datado en el siglo XVI, fue destinado tras su restauración a albergar la colección que la baronesa viuda Carmen Cervera había accedido a ceder a Málaga tras una serie de conversaciones con el Ayuntamiento de la ciudad. Dicha restauración tomó un lapso de cuatro años de 2007 a 2011, en los que también se trató la rehabilitación e inclusión de otros dos inmuebles al principal. La construcción central resultó en una estructura de patio principal interior con doble planta, añadiendo otro de reducidas dimensiones desde el que arranca la torre de la anexa iglesia del Santo Cristo de la Salud.
En 2017, alcanzó su visitante 1 000 000.

## Colección

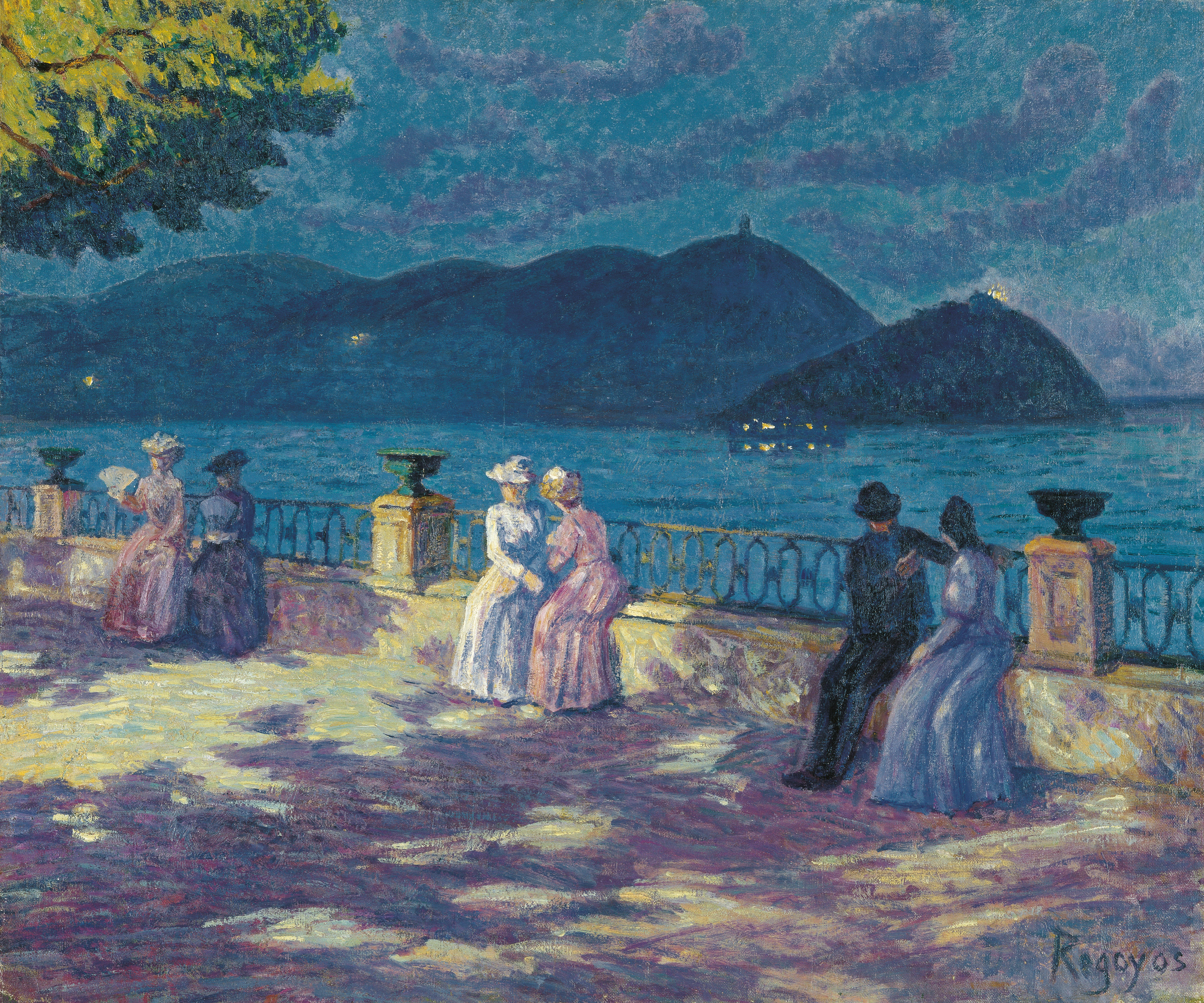
Darío de Regoyos, La Concha, nocturno, 1906 (Málaga, Museo Carmen Thyssen).

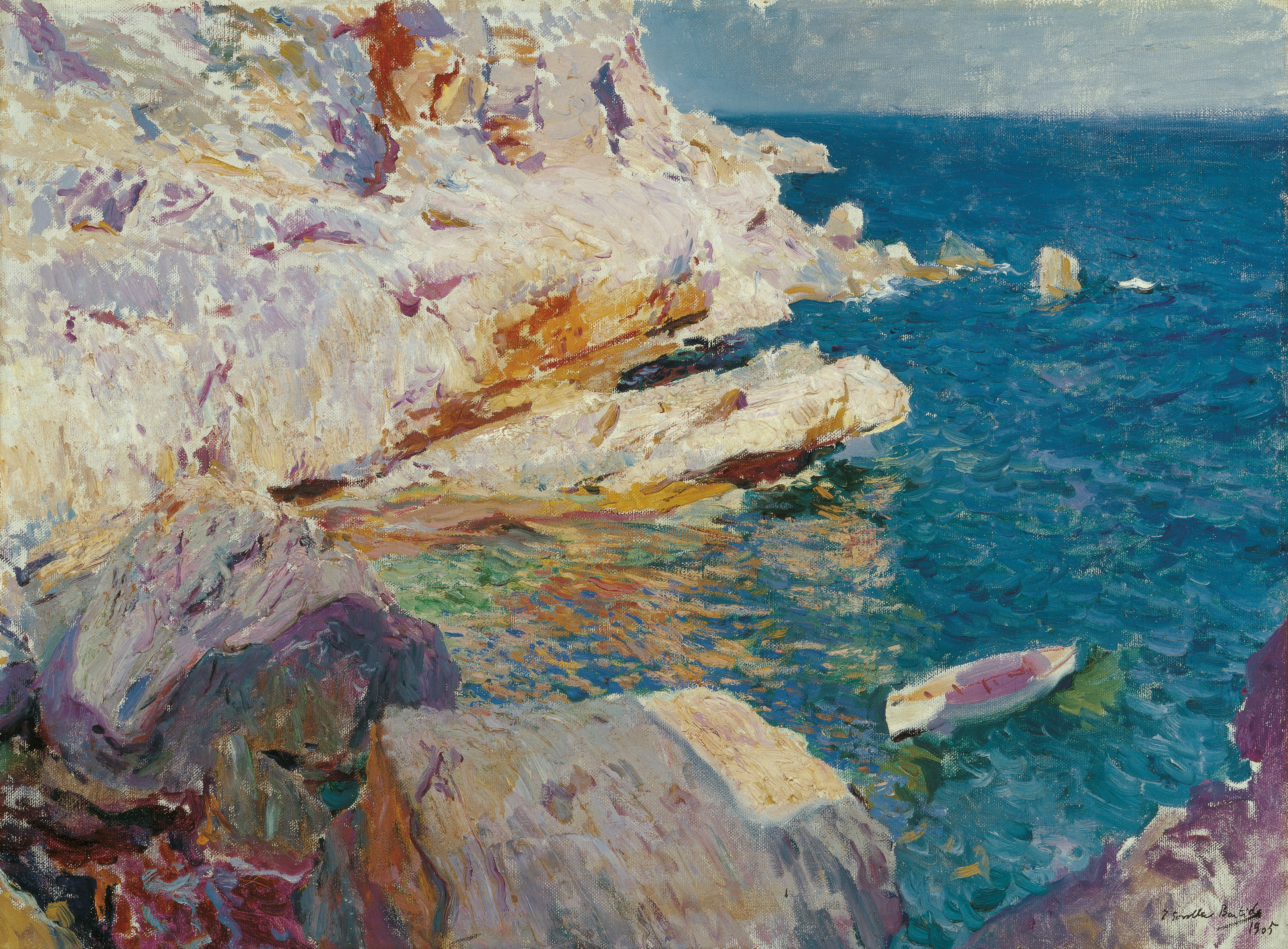
Joaquín Sorolla, "Rocas de Jávea y el bote blanco", 1905 (Málaga, Museo Carmen Thyssen).

El museo cuenta con 285 obras que forman parte de la colección Carmen Thyssen-Bornemisza, y hace un recorrido por los diferentes géneros de la pintura española del siglo XIX, desde el Romanticismo hasta los inicios de la modernidad en las primeras décadas del siglo XX, prestando especial atención a la pintura andaluza. El acuerdo inicial suscrito establece que la institución disponga de las pinturas hasta el año 2025. No obstante, se contempló una posible prórroga del préstamo.
Se articula en cuatro secciones:
- Maestros Antiguos, a modo de introducción en la que fuera capilla del palacio de Villalón, con obras que se remontan hasta el siglo XVII, con Francisco de Zurbarán y Jerónimo Ezquerra, a la cabeza.

- Paisaje romántico y costumbrismo, que refleja la visión que los viajeros románticos tenían de España, de su pasado, la arquitectura morisca, las gitanas, las corridas de toros, las fiestas, el flamenco, etc. Fritz Bamberger y su 'Paisaje de la costa de Estepona' abren este espacio, que lo componen obras de Genaro Pérez Villaamil, Rafael Benjumea, José García Ramos o Guillermo Gómez Gil, entre otros.

- Preciosismo y paisaje naturalista, que evidencia la profunda evolución que, durante la segunda mitad del siglo XIX, sufrió la pintura española hacia obras de pequeño formato, coloristas y cuidadosas en los pequeños detalles, la denominada pintura preciosista, y por otro,  las transformaciones desde el paisaje subjetivista romántico hacia el paisaje más realista del naturalismo. Aquí se encuentran obras de artistas como Mariano Fortuny, José Benlliure, Raimundo de Madrazo, José Moreno Carbonero o Emilio Sala, y paisajistas como Carlos de Haes, Martín Rico o Sánchez Perrier.

- Fin de siglo, que revela como la pintura española de final del siglo XIX comenzó a dialogar abiertamente con la pintura internacional. Joaquín Sorolla, Aureliano de Beruete, Darío de Regoyos, Ramón Casas, Ricard Canals, Francisco Iturrino o José Gutiérrez Solana son algunos de sus exponentes. Mención aparte en este periodo merecen Ignacio Zuloaga y Julio Romero de Torres.

### Exposiciones temporales
Desde sus inicios, el museo ha venido organizando exposiciones temporales centradas principalmente en el arte de los siglo XIX y XX y cuenta con varios espacios expositivos. En la sala principal de exposiciones se han organizado dieciséis muestras temporales. 
Han predominado las exposiciones temáticas (sobre el paisaje, el Pop español, el realismo español, el cubismo, el Mediterráneo, entre otras temáticas) y las monográficas, dedicadas a artistas de la colección del museo como Anglada-Camarasa, Julio Romero de Torres, Darío de Regoyos, Casas y Rusiñol y Francisco Iturrino.
El museo ha ampliado su oferta expositiva con el uso de la Sala Noble del Palacio de Villalón donde se presentan pequeñas exposiciones, entre las que destacan Sorolla. Apuntes de Nueva York, Japón. Grabados y objetos de arte, Goya-Ensor. Sueños al vuelo, Gustave Doré. Viajero por Andalucía y Henri Matisse. Jazz.

### Obras destacadas
- Niccolò Frangipane, Penitente, 1574
- Francisco de Zurbarán, Santa Marina, ca.1640-1650
- Alfred Dehodencq, Una cofradía pasando por la calle Génova, 1851
- Mariano Fortuny, Corrida de toros. Picador herido , ca.1867
- Martín Rico Ortega, Un día de verano en el Sena, 1870-1875
- Emilio Sánchez Perrier, Invierno en Andalucía, ca.1880
- Manuel Ussel de Guimbarda, Vendedores de rosquillas en Sevilla, 1881
- Guillermo Gómez Gil, La fuente de Reding; By the Fountain, ca.1880-1885
- Raimundo Madrazo, Salida del baile de máscaras, ca. 1885
- Ignacio Zuloaga, Corrida de toros en Éibar, 1899
- Darío de Regoyos, La Concha, Vista nocturna, 1906
- Francisco Iturrino, El baño (Sevilla), 1908
- Ramón Casas, Julia, 1915
- Julio Romero de Torres, La Buenaventura, 1922

Obras destacadas de la colección
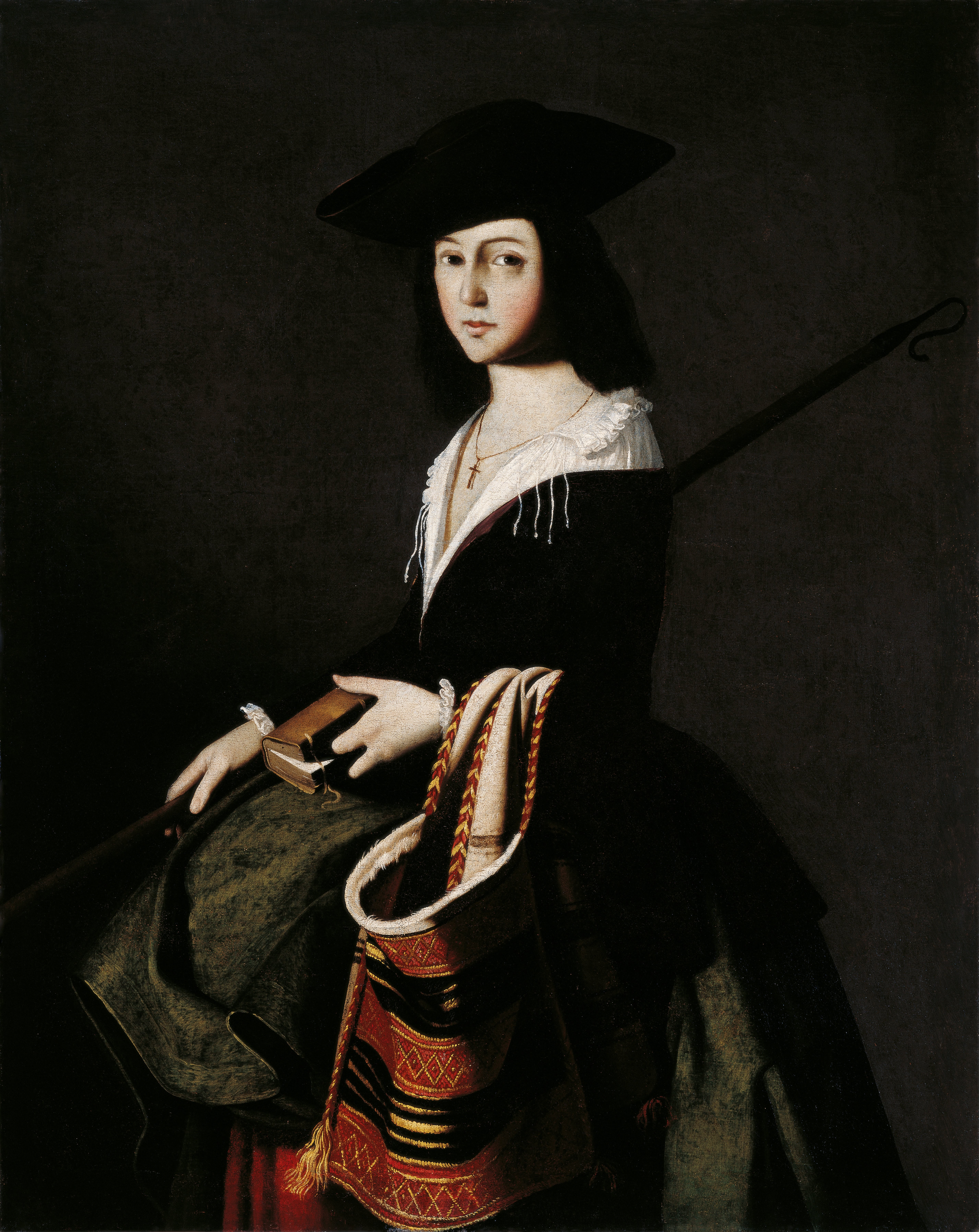
Santa Marina por Francisco de Zurbarán, 1640-1650
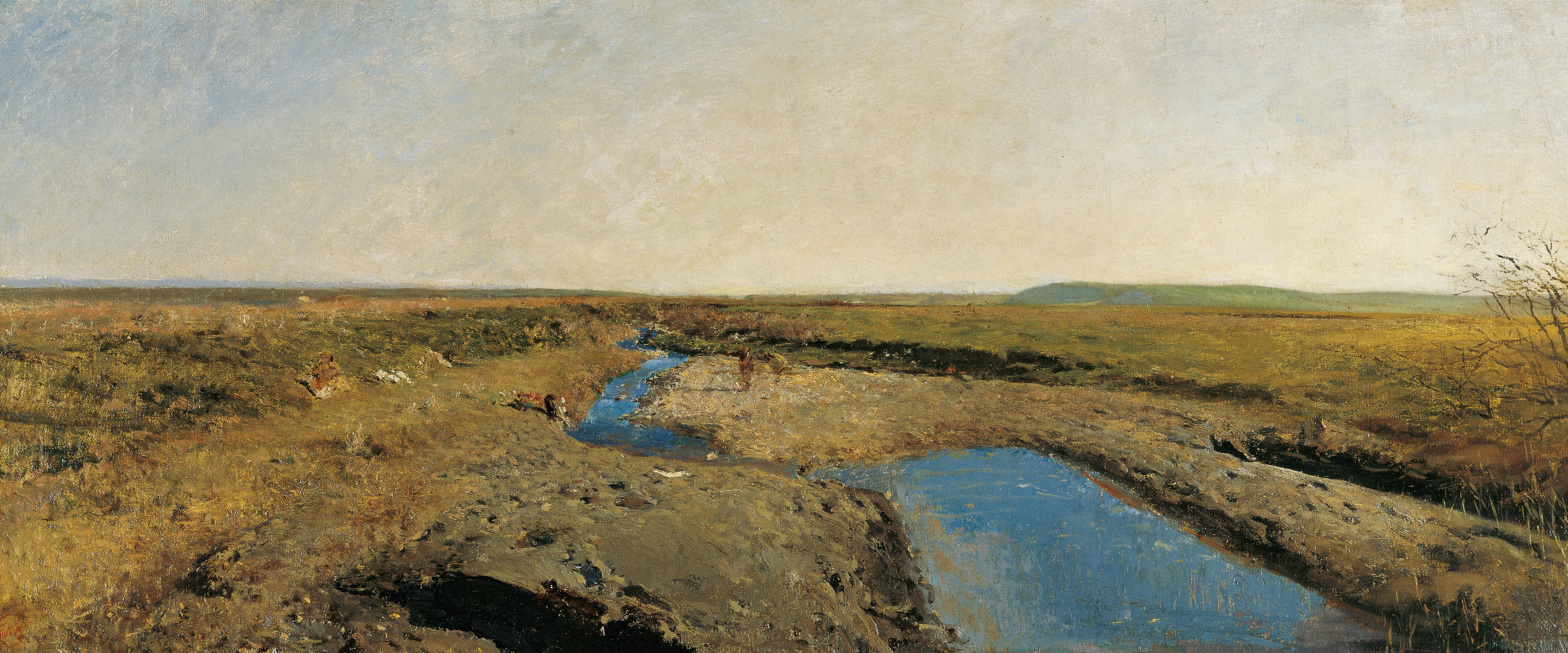
Paisaje norteafricano por Mariano Fortuny, 1862
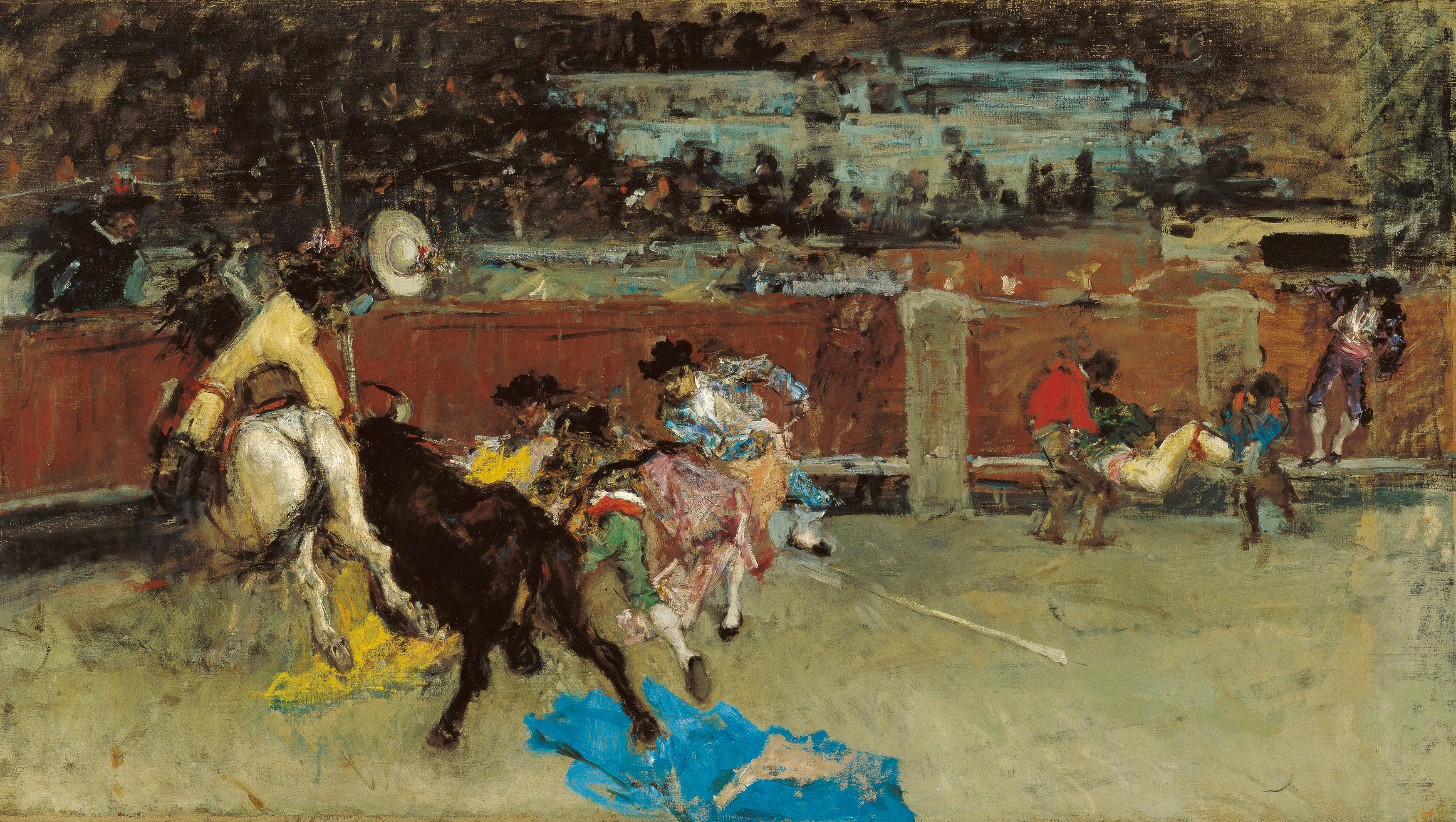
Corrida de toros. Picador herido, por Mariano Fortuny, c. 1867.
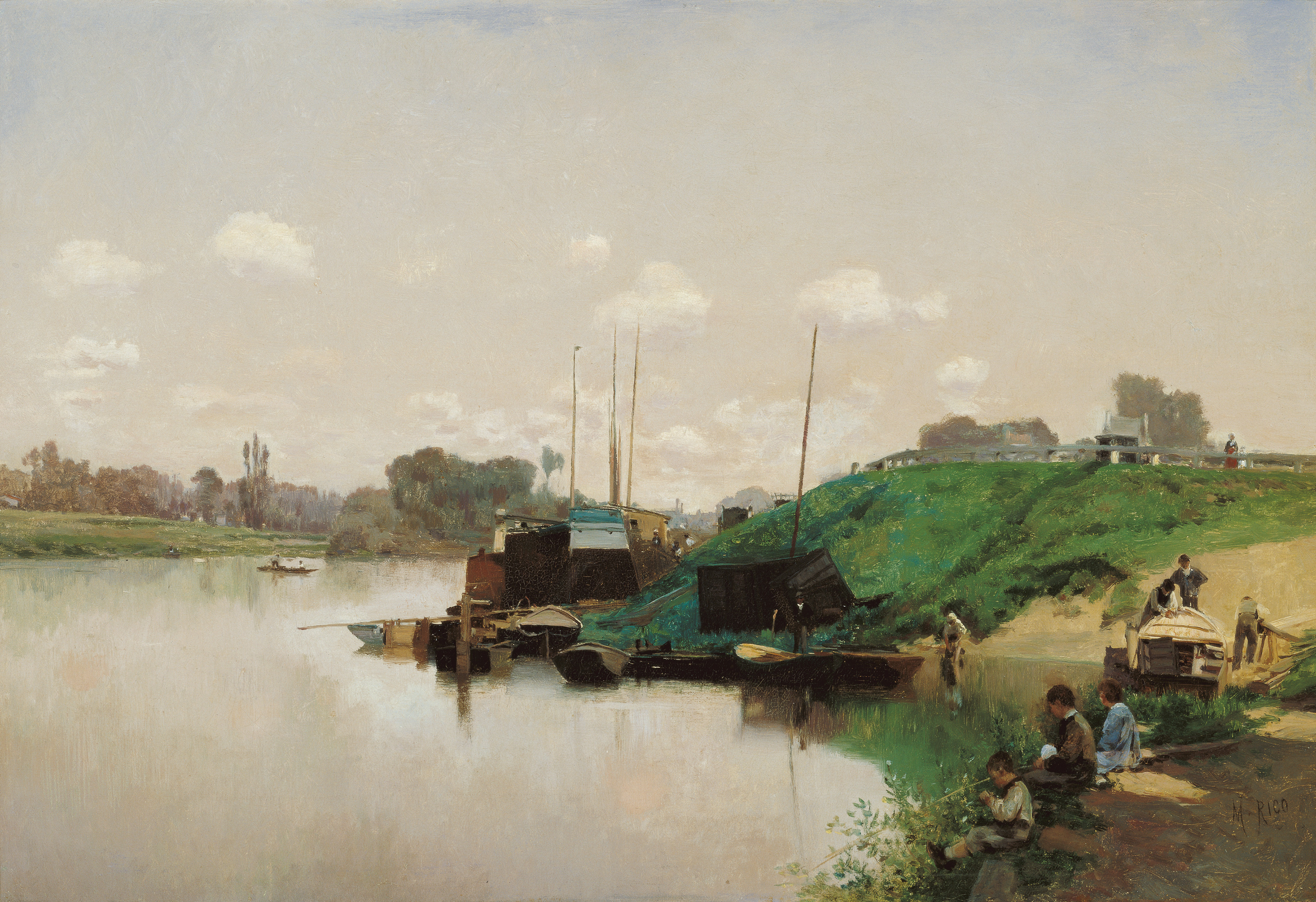
Un día de verano en el Sena por Martín Rico Ortega, 1870-1875
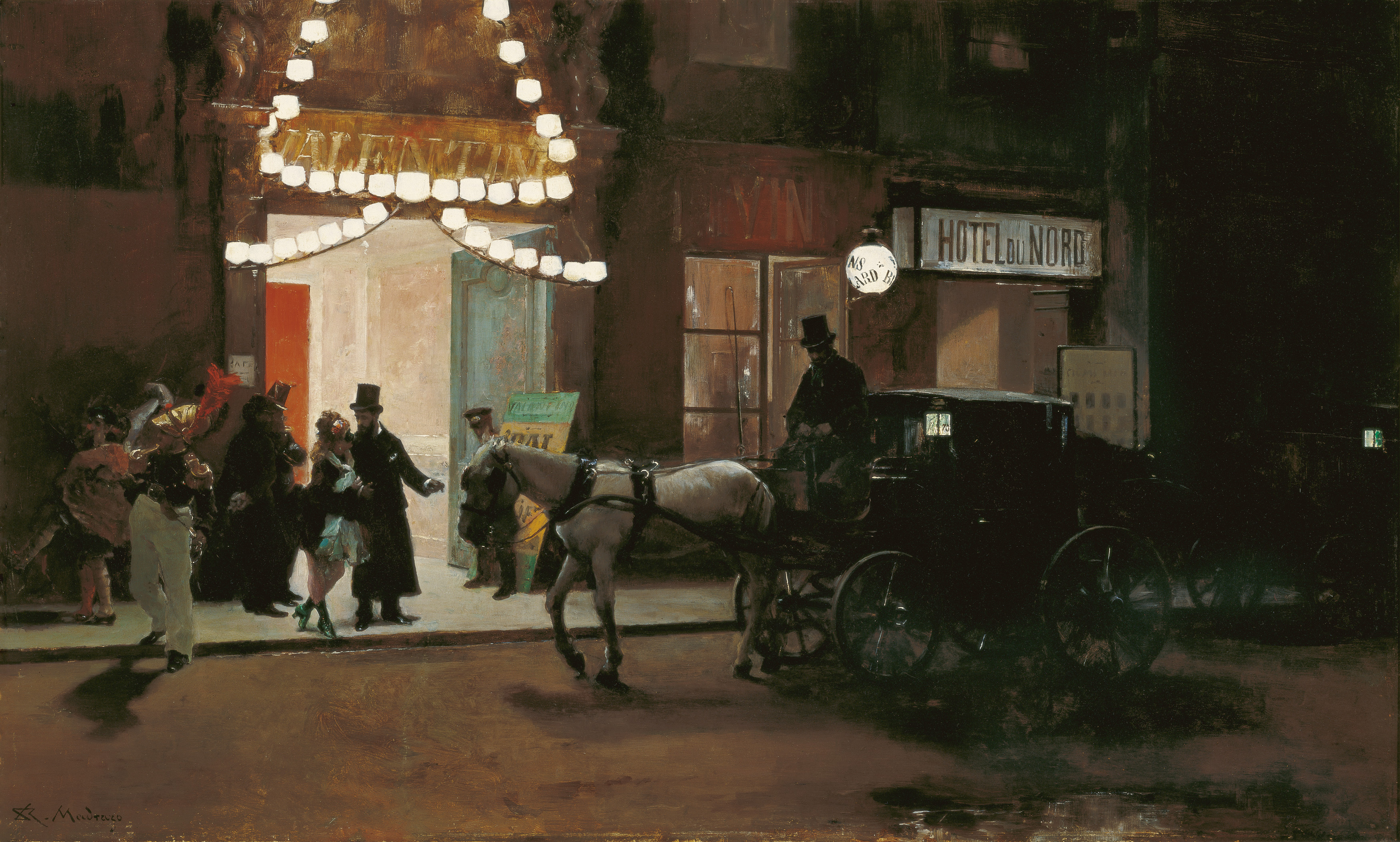
Salida del baile de máscaras por Raimundo Madrazo, ca. 1885
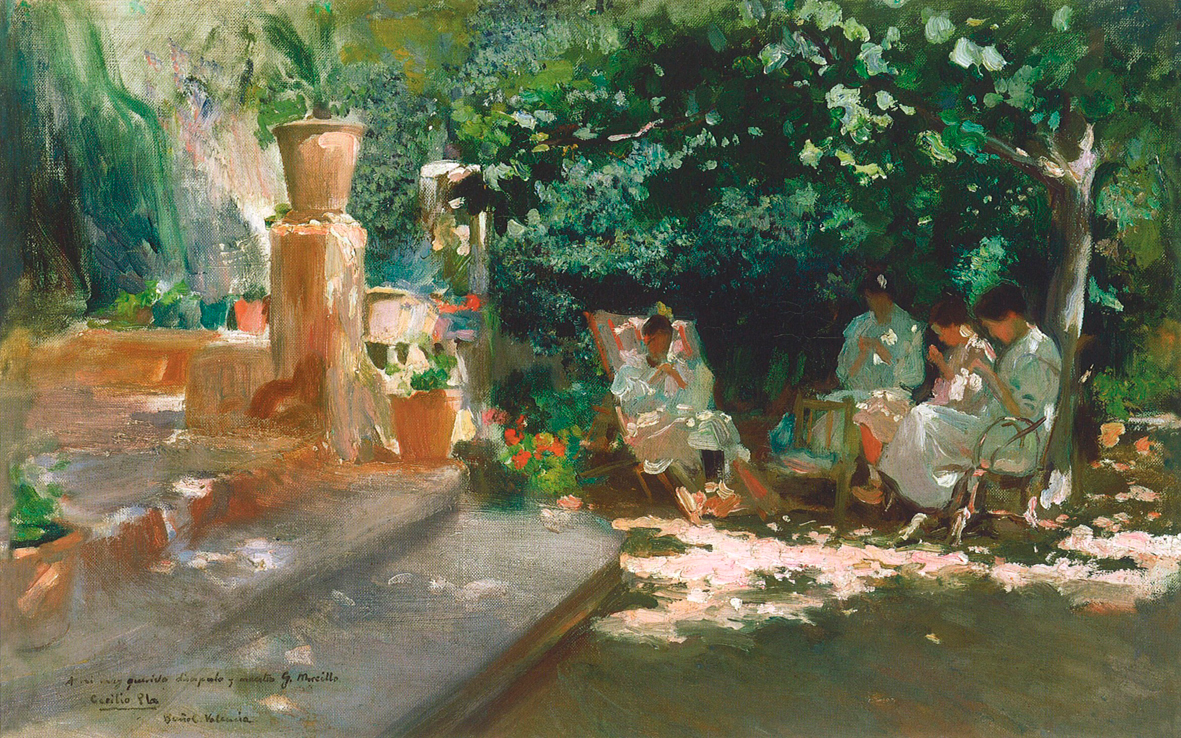
Mujeres en el jardín por Cecilio Plá y Gallardo, ca. 1910

## Restos arqueológicos
Las excavaciones en el Palacio de Villalón han ofrecido interesantes datos sobre la historia del pasado de la ciudad. Construido a principios del siglo XIV el palacio fue residencia de distintas familias aristocráticas, como los Villalón y los Mosquera, a cuyos apellidos debe su nombre. El proyecto arqueológico del palacio se desarrolló de manera gradual durante varios años. Según las afirmaciones de José María Gómez Aracil, quien dirige la oficina municipal que controla y coordina las obras en el museo, en Málaga no hay una planta arqueológica de esta extensión. En la Fase I (hasta el último cuarto del siglo I) de excavaciones los más destacables son el fragmento de terra sigillata itálica fechado entre los años 15 y 90, otro fragmento de plato de terra sigillata africana del 75 al 150 d. C. y dos fragmentos de terra sigillata hispanica fechados entre el 40 y el 150. Fase II (finales del siglo I - inicios del siglo III) nos descubre la estructura básica de los niveles de ocupación, donde se diferencian espacios domésticos con instalaciones pertenecientes. Durante la Fase III (inicios del siglo III - mediados del siglo IV) se confirma que estos espacios se mantuvieron en uso hasta el siglo IV, cuando se produce el abandono y destrucción del complejo edificado. Gracias a las investigaciones de la Fase IV (segunda mitad del siglo IV - primera mitad del siglo V) se contrasta que durante la segunda mitad del siglo IV se produce una revitalización de la zona.
Uno de los descubrimientos más llamativos que se han hecho durante las excavaciones arqueológicos en el subsuelo, tiene que ver con los restos de una fuente monumental construida a finales del siglo I, parcialmente exhumada, que presenta una decoración pictórica de alta calidad. Entre los hallazgos encontrados destacó un ninfeo decorado con pinturas figurativas de peces, pero también piletas de factorías de salazones de pescado y una necrópolis de época tardoantigua, probablemente bizantina. El ninfeo presentaría la figura del regente de la villa, cuyo bienestar dependería de la captura y comercialización de los peces representados. Su valor histórico cultural se eleva por el hecho de ser el único resto con estas características hallado en la ciudad.
A raíz de la conquista romana del oriente helenístico, el término griego pasó al latín como "nymphaeum" hasta que con el tiempo llegó a significar grandes fuentes de carácter monumental. En los patios se guardan todas las piezas encontradas durante las excavaciones, siguiendo estrictamente las normas de la Delegación de Cultura. Durante las obras de rehabilitación en el sótano del palacete renacentista se encontraron restos arqueológicos pertenecientes a la Roma Imperial. El sótano del Museo Carmen Thyssen alberga los restos de una domus romana del siglo II con edificaciones reformadas y mantenidas hasta el siglo V.

Se esperaba que la domus romana y el yacimiento arqueológico abriese al público antes de 2019, pero a día de hoy sigue oculta al público. En marzo de 2021 la concejalía de Urbanismo anunció que realizaría un proyecto para hacer los restos visitables.